# ایستگاه متروی میدان شهدا
ایستگاه متروی میدان شهدا، یکی از ایستگاه‌ها خط ۴ و خط ۶ متروی تهران است. این ایستگاه در تقاطع خیابان ۱۷ شهریور با خیابان‌های پیروزی و مجاهدین اسلام، نرسیده به میدان شهدا، جنب اداره برق واقع شده‌ است.
مساحت فضا سرپوشیده این ایستگاه بالغ بر ۲۶۹۵ متر مربع است. همچنین بخش خط ۶ این ایستگاه در تاریخ ۱۸ فروردین ۱۳۹۸ به بهره‌برداری رسید.

## امکانات
از امکانات این ایستگاه می‌توان به پله برقی، آب سردکن، دستگاه عابر بانک، فروشگاه کتاب و دفتر اشیاء گم شده اشاره کرد.